# Pacto de no concurrencia
El pacto de no concurrencia, también conocido como pacto de plena dedicación, es un acuerdo entre una empresa y un trabajador. Según este acuerdo, el trabajador no puede prestar servicios para otra empresa, sin importar si pertenece o no al mismo sector. 
Este pacto es generalmente lícito, aunque tiene límites legales. Debe ser aceptado por ambas partes y el empleador debe pagar una compensación adecuada al trabajador.
El pacto entra en vigor inmediatamente después del inicio de la relación contractual o a partir de la firma de ambas partes si el acuerdo se realiza posteriormente al comienzo de la relación laboral.

## Aspectos clave del pacto de no concurrencia
1. Objeto: Se busca evitar que una persona que haya adquirido conocimientos, clientes o secretos comerciales en una empresa los use para competir contra esa empresa, ya sea fundando su propio negocio o trabajando para un competidor.
2. Duración: Generalmente, se establece un período limitado durante el cual la persona no podrá competir con el negocio. La duración varía según las regulaciones locales, pero suele ser entre 6 meses y 2 años. Si el tiempo es excesivamente largo, puede ser considerado abusivo por los tribunales y ser declarado nulo.
3. Ámbito geográfico: Un pacto de no concurrencia puede limitar a la persona de competir en una determinada área geográfica, como una ciudad o región específica.
4. Compensación: En algunos países, el pacto de no concurrencia requiere que la empresa compense al empleado económicamente por la limitación de su libertad de trabajo.
5. Limitaciones legales: Los pactos de no concurrencia deben cumplir con ciertos requisitos para ser válidos. En muchos países, si el pacto se considera demasiado restrictivo o si afecta negativamente la capacidad de la persona para obtener empleo, podría ser declarado nulo. Las leyes laborales de cada país o región establecen límites sobre la validez de estos pactos.
6. Motivo: El pacto debe estar justificado por una razón legítima, como la protección de secretos comerciales, estrategias empresariales, clientes o cualquier otro aspecto que afecte la competitividad de la empresa.

## Legislación
Este pacto puede generar conflictos debido a la existencia de contratos con terceras empresas, y las empresas no pueden limitar la capacidad de promoción del trabajador. Para resolver este problema, esta cláusula contractual solo será aplicable si el trabajador recibe una contraprestación en concepto de indemnización. En caso de que el trabajador incumpla el pacto, deberá reembolsar la cantidad abonada por este concepto.

### España
El pacto de no concurrencia está regulado por el Real Decreto Legislativo 2/2015, de 23 de octubre, por el que se aprueba el texto refundido de la Ley del Estatuto de los Trabajadores, vigente en España.

### México
Los pactos de no competencia no están expresamente regulados en la Ley Federal del Trabajo, pero la Suprema Corte ha reconocido que estos pactos pueden ser válidos si no vulneran derechos constitucionales de los trabajadores, como el derecho a la libertad de trabajo.

### Estados Unidos
La regulación varía de un estado a otro. En algunos estados como California, los pactos de no competencia son prácticamente nulos para los empleados. En otros estados, como Texas o Nueva York, son válidos si son razonables en cuanto a tiempo, geografía y compensación.

### Unión Europea
Los pactos de no concurrencia deben estar justificados por el interés empresarial y tener limitaciones claras en cuanto a tiempo y espacio. Además, deben proporcionar compensación al empleado.